# Прево, Элен
Элен Прево (фр. Hélène Prévost; 8 июня 1878, Королевство Франция — 3 марта 1942, Париж) — французская теннисистка, победительница Национального чемпионата Франции и дважды серебряный призёр летних Олимпийских игр 1900 года.
Прево без игр присудили победу в чемпионате Франции 1900 года, как единственной заявившейся на турнир. Через несколько недель на Олимпиаде в Париже Прево соревновалась в двух турнирах — одиночном и смешанном. В первом состязании она дошла до финала, но проиграла Шарлотте Купер, получив серебряную медаль. Во втором пара Прево и британца Гарольда Махони уступила в финале Купер и Реджинальду Дохерти.
Вместе с ней на Играх соревновался её муж Андре Прево.